# Kommersiell programvara
Kommersiell programvara, eller payware, är programvara som beställts av ett företag i vinstinriktat syfte, till skillnad från programvara som beställts av myndigheter eller producerats ideellt.
Begreppet säger inget om pris - programmen kan vara gratis (freeware), särskilt om den används som reklam. Inte heller säger det något om upphovsrättsstatus, även om nästan all kommersiell programvara också är proprietär programvara.